# Ozon, Ardèche

Ozon este o comună în departamentul Ardèche din sud-estul Franței. În 1 ianuarie 2022 avea o populație de 386 de locuitori.